# Полосатая утка
Полосатая утка (лат. Salvadorina waigiuensis) — вид водоплавающих птиц семейства утиных. Первая часть биноминального названия дана в честь итальянского орнитолога Томмазо Сальвадори (1835—1923). Вид описали знаменитый английский зоолог и банкир Уолтер Ротшильд и немецкий орнитолог Эрнст Хартерт.

## Распространение
Эндемичны для Новой Гвинеи. Единственный эндемичный вид уток Новой Гвинеи.

## Описание
Длина 38—43 см, размах крыльев 56—71 см. Масса до 342 г. Имеет темно-коричневую голову и шею, жёлтый клюв, оранжевые ноги. Скрытный обитатель быстрых горных речек и альпийских озёр на высотах между 500 и 3700 м. Всеядная птица. Моногамный территориальный вид. В кладке 2—4 яйца.

## Красная книга
Внесена в Международную Красную книгу МСОП (таксоны в уязвимости, VU). Численность оценивается в 2500—20 000 особей.